# Station Hjallese
Station Hjallese  is een spoorweghalte in Hjallese, aan de zuidkant van de stad
Odense in  Denemarken. Het station werd geopend op 12 juli 1876. Het oorspronkelijke stationsgebouw is in 2005 gesloopt. Er resteert enkel een abri met kaartautomaat. In de nabije toekomst moet Hjallese een van de eindstations van de Odense Letbane worden, een lightrailstelsel dat in de komende jaren wordt aangelegd.